# Разгор-при-Жаблєку
Разгор-при-Жаблєку (словен. Razgor pri Žabljeku) — поселення в общині Словенська Бистриця, Подравський регіон‎, Словенія.